# Micropachyiulus corylorum
Micropachyiulus corylorum är en mångfotingart som beskrevs av Karl Wilhelm Verhoeff 1908. Micropachyiulus corylorum ingår i släktet Micropachyiulus och familjen kejsardubbelfotingar. Inga underarter finns listade i Catalogue of Life.